# Schloss Liebig
Schloss Liebig ook wel Niederburg, in tegenstelling tot de Oberburg Schloss Gondorf, of St. Laurentinuskapelle, ligt in de plaats Gondorf gelegen aan de Moezel in de deelstaat Rijnland-Palts in Duitsland.
Het slot was van oorsprong een Keltische, Romeinse en Frankische begraafplaats gebouwd in het jaar 1158 door de ridder Engelbertus de Contrave (Gondorf) die daar tevens gewoond heeft.
Het slot was van 1879 tot 1972 in gebruik bij de Vrijheren von Liebig uit Reichenberg in Sudetenland.